# E-Prix de Berlín de 2021
El e-Prix de Berlín de 2021 fue una carrera doble de monoplazas eléctricos del Campeonato Mundial de Fórmula E de la FIA que se disputó los días 14 y 15 de agosto de 2021 en el circuito del aeropuerto Berlín-Tempelhof, Berlín, Alemania. Fue la ronda final del Campeonato Mundial 2020-21. Se utilizó la configuración en sentido contrario a la original por segunda vez en la historia y fue para la carrera 2.
En la carrera 1 ganó Lucas di Grassi, seguido por Edoardo Mortara y Mitch Evans. Mientras que Norman Nato ganó la carrera 2, seguido de Oliver Rowland y Stoffel Vandoorne. Nyck de Vries se quedó con el título de pilotos al finalizar en la octava posición.

## Carrera 1

### Enternamientos Libres

#### Libres 1

##### Resultados[3]
| Pos. | N.º | Piloto             | Escudería                 | Mejor Tiempo |
| ---- | --- | ------------------ | ------------------------- | ------------ |
| 1    | 27  | Jake Dennis        | BMW i Andretti Motorsport | 1:06.949     |
| 2    | 48  | Edoardo Mortara    | ROKIT Venturi Racing      | 1:06.963     |
| 3    | 28  | Maximilian Günther | BMW i Andretti Motorsport | 1:06.965     |
| 4    | 94  | Alex Lynn          | Mahindra Racing           | 1:06.984     |
| 5    | 25  | Jean-Éric Vergne   | DS Techeetah              | 1:07.006     |

#### Libres 2

##### Resultados[4]
| Pos. | N.º | Piloto          | Escudería                        | Mejor Tiempo |
| ---- | --- | --------------- | -------------------------------- | ------------ |
| 1    | 27  | Jake Dennis     | BMW i Andretti Motorsport        | 1:06.228     |
| 2    | 11  | Lucas di Grassi | Audi Sport ABT Schaeffler        | 1:06.382     |
| 3    | 17  | Nyck de Vries   | Mercedes EQ Formula E Team       | 1:06.547     |
| 4    | 4   | Robin Frijns    | Envision Virgin Racing           | 1:06.625     |
| 5    | 99  | Pascal Wehrlein | TAG Heuer Porsche Formula E Team | 1:06.630     |

### Clasificación

##### Resultados[5][4]
| Pos. | N.º | Piloto                 | Escudería                        | GS       | SP       | Parrilla |
| ---- | --- | ---------------------- | -------------------------------- | -------- | -------- | -------- |
| 1    | 25  | Jean-Éric Vergne       | DS Techeetah                     | 1:06.239 | 1:06.227 | 1        |
| 2    | 13  | António Félix da Costa | DS Techeetah                     | 1:06.486 | 1:06.300 | 2        |
| 3    | 11  | Lucas di Grassi        | Audi Sport ABT Schaeffler        | 1:06.555 | 1:06.427 | 3        |
| 4    | 48  | Edoardo Mortara        | ROKIT Venturi Racing             | 1:06.426 | 1:06.442 | 4        |
| 5    | 71  | Norman Nato            | ROKIT Venturi Racing             | 1:06.425 | 1:06.489 | 5        |
| 6    | 23  | Sébastien Buemi        | Nissan e.dams                    | 1:06.509 | 1:07.011 | 6        |
| 7    | 20  | Mitch Evans            | Jaguar Racing                    | 1:06.568 |          | 7        |
| 8    | 27  | Jake Dennis            | BMW i Andretti Motorsport        | 1:06.592 |          | 8        |
| 9    | 99  | Pascal Wehrlein        | TAG Heuer Porsche Formula E Team | 1:06.612 |          | 9        |
| 10   | 28  | Maximilian Günther     | BMW i Andretti Motorsport        | 1:06.627 |          | 10       |
| 11   | 22  | Oliver Rowland         | Nissan e.dams                    | 1:06.658 |          | 11       |
| 12   | 10  | Sam Bird               | Jaguar Racing                    | 1:06.713 |          | 12       |
| 13   | 33  | René Rast              | Audi Sport ABT Schaeffler        | 1:06.729 |          | 13       |
| 14   | 37  | Nick Cassidy           | Envision Virgin Racing           | 1:06.736 |          | 14       |
| 15   | 36  | André Lotterer         | TAG Heuer Porsche Formula E Team | 1:06.789 |          | 15       |
| 16   | 29  | Alexander Sims         | Mahindra Racing                  | 1:06.814 |          | 16       |
| 17   | 88  | Tom Blomqvist          | NIO 333 Formula E Team           | 1:06.837 |          | 17       |
| 18   | 7   | Sérgio Sette Câmara    | Dragon/Penske Autosport          | 1:06.852 |          | 18       |
| 19   | 17  | Nyck de Vries          | Mercedes EQ Formula E Team       | 1:06.902 |          | 19       |
| 20   | 8   | Oliver Turvey          | NIO 333 Formula E Team           | 1:06.948 |          | 20       |
| 21   | 94  | Alex Lynn              | Mahindra Racing                  | 1:06.972 |          | 21       |
| 22   | 5   | Stoffel Vandoorne      | Mercedes EQ Formula E Team       | 1:07.006 |          | 22       |
| 23   | 4   | Robin Frijns           | Envision Virgin Racing           | 1:07.156 |          | 23       |
| 24   | 6   | Joel Eriksson          | Dragon/Penske Autosport          | 1:07.815 |          | 24       |

### Carrera

##### Resultados[4]
| Pos. | N.º | Piloto                 | Escudería                        | Vueltas | Tiempo/Retirado | Parrilla | Puntos |
| ---- | --- | ---------------------- | -------------------------------- | ------- | --------------- | -------- | ------ |
| 1    | 11  | Lucas di Grassi        | Audi Sport ABT Schaeffler        | 38      | 46:22.528       | 3        | 25     |
| 2    | 48  | Edoardo Mortara        | ROKIT Venturi Racing             | 38      | +0.141          | 4        | 18     |
| 3    | 20  | Mitch Evans            | Jaguar Racing                    | 38      | +5.499          | 7        | 15     |
| 4    | 71  | Norman Nato            | ROKIT Venturi Racing             | 38      | +5.589          | 5        | 12     |
| 5    | 27  | Jake Dennis            | BMW i Andretti Motorsport        | 38      | +5.830          | 8        | 10     |
| 6    | 25  | Jean-Éric Vergne       | DS Techeetah                     | 38      | +6.411          | 1        | 8+4    |
| 7    | 13  | António Félix da Costa | DS Techeetah                     | 38      | +6.777          | 2        | 6      |
| 8    | 28  | Maximilian Günther     | BMW i Andretti Motorsport        | 38      | +7.562          | 10       | 4      |
| 9    | 33  | René Rast              | Audi Sport ABT Schaeffler        | 38      | +7.798          | 13       | 2+1    |
| 10   | 36  | André Lotterer         | TAG Heuer Porsche Formula E Team | 38      | +14.124         | 15       | 1      |
| 11   | 23  | Sébastien Buemi        | Nissan e.dams                    | 38      | +15.546         | 6        |        |
| 12   | 5   | Stoffel Vandoorne      | Mercedes EQ Formula E Team       | 38      | +16.214         | 22       |        |
| 13   | 22  | Oliver Rowland         | Nissan e.dams                    | 38      | +16.814         | 11       |        |
| 14   | 37  | Nick Cassidy           | Envision Virgin Racing           | 38      | +16.917         | 14       |        |
| 15   | 4   | Robin Frijns           | Envision Virgin Racing           | 38      | +21.278         | 23       |        |
| 16   | 6   | Joel Eriksson          | Dragon/Penske Autosport          | 38      | +23.666         | 24       |        |
| 17   | 29  | Alexander Sims         | Mahindra Racing                  | 38      | +29.019         | 16       |        |
| 18   | 7   | Sérgio Sette Câmara    | Dragon/Penske Autosport          | 38      | +30.962         | 18       |        |
| 19   | 8   | Oliver Turvey          | NIO 333 Formula E Team           | 38      | +33.199         | 20       |        |
| 20   | 94  | Alex Lynn              | Mahindra Racing                  | 38      | +33.438         | 21       |        |
| 21   | 99  | Pascal Wehrlein        | TAG Heuer Porsche Formula E Team | 38      | +33.781         | 9        |        |
| 22   | 17  | Nyck de Vries          | Mercedes EQ Formula E Team       | 37      | +1 vuelta       | 19       |        |
| NC   | 88  | Tom Blomqvist          | NIO 333 Formula E Team           | 32      | Eléctricos      | 17       |        |
| Ret  | 10  | Sam Bird               | Jaguar Racing                    | 8       | Eléctricos      | 12       |        |

## Carrera 2
Al realizarse en la configuración inversa, se harán 2 sesiones de entrenamientos libres, en vez de 1, que es lo habitual en la 2.ª carrera de fechas dobles.

### Entrenamientos Libres

#### Libres 1

##### Resultados[6]
| Pos. | N.º | Piloto                 | Escudería                  | Mejor Tiempo |
| ---- | --- | ---------------------- | -------------------------- | ------------ |
| 1    | 17  | Nyck de Vries          | Mercedes EQ Formula E Team | 1:06.688     |
| 2    | 13  | António Félix da Costa | DS Techeetah               | 1:06.813     |
| 3    | 22  | Oliver Rowland         | Nissan e.dams              | 1:06.854     |
| 4    | 25  | Jean-Éric Vergne       | DS Techeetah               | 1:06.890     |
| 5    | 27  | Jake Dennis            | BMW i Andretti Motorsport  | 1:06.938     |

#### Libres 2

##### Resultados[7]
| Pos. | N.º | Piloto             | Escudería                  | Mejor Tiempo |
| ---- | --- | ------------------ | -------------------------- | ------------ |
| 1    | 22  | Oliver Rowland     | Nissan e.dams              | 1:06.372     |
| 2    | 28  | Maximilian Günther | BMW i Andretti Motorsport  | 1:06.415     |
| 3    | 71  | Norman Nato        | ROKIT Venturi Racing       | 1:06.502     |
| 4    | 5   | Stoffel Vandoorne  | Mercedes EQ Formula E Team | 1:06.579     |
| 5    | 25  | Jean-Éric Vergne   | DS Techeetah               | 1:06.609     |

### Clasificación

##### Resultados[7][8]
| Pos. | N.º | Piloto                 | Escudería                        | GS       | SP         | Parrilla |
| ---- | --- | ---------------------- | -------------------------------- | -------- | ---------- | -------- |
| 1    | 5   | Stoffel Vandoorne      | Mercedes EQ Formula E Team       | 1:06.678 | 1:06.794   | 1        |
| 2    | 22  | Oliver Rowland         | Nissan e.dams                    | 1:06.711 | 1:06.925   | 2        |
| 3    | 20  | Mitch Evans            | Jaguar Racing                    | 1:07.083 | 1:07.010   | 3        |
| 4    | 29  | Alexander Sims         | Mahindra Racing                  | 1:06.887 | 1:07.041   | 4        |
| 5    | 88  | Tom Blomqvist          | NIO 333 Formula E Team           | 1:06.916 | 1:07.106   | 5        |
| 6    | 71  | Norman Nato            | ROKIT Venturi Racing             | 1:06.806 | Sin tiempo | 6        |
| 7    | 36  | André Lotterer         | TAG Heuer Porsche Formula E Team | 1:07.088 |            | 7        |
| 8    | 23  | Sébastien Buemi        | Nissan e.dams                    | 1:07.100 |            | 8        |
| 9    | 27  | Jake Dennis            | BMW i Andretti Motorsport        | 1:07.106 |            | 9        |
| 10   | 99  | Pascal Wehrlein        | TAG Heuer Porsche Formula E Team | 1:07.114 |            | 10       |
| 11   | 48  | Edoardo Mortara        | ROKIT Venturi Racing             | 1:07.139 |            | 11       |
| 12   | 7   | Sérgio Sette Câmara    | Dragon/Penske Autosport          | 1:07.150 |            | 12       |
| 13   | 17  | Nyck de Vries          | Mercedes EQ Formula E Team       | 1:07.162 |            | 13       |
| 14   | 94  | Alex Lynn              | Mahindra Racing                  | 1:07.164 |            | 14       |
| 15   | 13  | António Félix da Costa | DS Techeetah                     | 1:07.177 |            | 15       |
| 16   | 25  | Jean-Éric Vergne       | DS Techeetah                     | 1:07.190 |            | 16       |
| 17   | 11  | Lucas di Grassi        | Audi Sport ABT Schaeffler        | 1:07.209 |            | 17       |
| 18   | 28  | Maximilian Günther     | BMW i Andretti Motorsport        | 1:07.227 |            | 18       |
| 19   | 33  | René Rast              | Audi Sport ABT Schaeffler        | 1:07.268 |            | 19       |
| 20   | 8   | Oliver Turvey          | NIO 333 Formula E Team           | 1:07.300 |            | 20       |
| 21   | 4   | Robin Frijns           | Envision Virgin Racing           | 1:07.325 |            | 21       |
| 22   | 10  | Sam Bird               | Jaguar Racing                    | 1:07.365 |            | 22       |
| 23   | 6   | Joel Eriksson          | Dragon/Penske Autosport          | 1:07.461 |            | 23       |
| 24   | 37  | Nick Cassidy           | Envision Virgin Racing           | 1:07.980 |            | 24       |

### Carrera

##### Resultados[9]
| Pos. | N.º | Piloto                 | Escudería                        | Vueltas | Tiempo/Retirado | Parrilla | Puntos |
| ---- | --- | ---------------------- | -------------------------------- | ------- | --------------- | -------- | ------ |
| 1    | 71  | Norman Nato            | ROKIT Venturi Racing             | 36      | 1:11:57.152     | 6        | 25     |
| 2    | 22  | Oliver Rowland         | Nissan e.dams                    | 36      | +2.270          | 2        | 18     |
| 3    | 5   | Stoffel Vandoorne      | Mercedes EQ Formula E Team       | 36      | +2.837          | 1        | 15+4   |
| 4    | 36  | André Lotterer         | TAG Heuer Porsche Formula E Team | 36      | +7.105          | 7        | 12     |
| 5    | 29  | Alexander Sims         | Mahindra Racing                  | 36      | +8.453          | 4        | 10     |
| 6    | 99  | Pascal Wehrlein        | TAG Heuer Porsche Formula E Team | 36      | +8.847          | 10       | 8      |
| 7    | 10  | Sam Bird               | Jaguar Racing                    | 36      | +10.473         | 22       | 6      |
| 8    | 17  | Nyck de Vries          | Mercedes EQ Formula E Team       | 36      | +11.108         | 13       | 4      |
| 9    | 33  | René Rast              | Audi Sport ABT Schaeffler        | 36      | +12.189         | 19       | 2+1    |
| 10   | 88  | Tom Blomqvist          | NIO 333 Formula E Team           | 36      | +12.679         | 5        | 1      |
| 11   | 25  | Jean-Éric Vergne       | DS Techeetah                     | 36      | +13.437         | 16       |        |
| 12   | 4   | Robin Frijns           | Envision Virgin Racing           | 36      | +13.748         | 21       |        |
| 13   | 94  | Alex Lynn              | Mahindra Racing                  | 36      | +14.366         | 14       |        |
| 14   | 23  | Sébastien Buemi        | Nissan e.dams                    | 36      | +14.692         | 8        |        |
| 15   | 28  | Maximilian Günther     | BMW i Andretti Motorsport        | 36      | +15.528         | 18       |        |
| 16   | 6   | Joel Eriksson          | Dragon/Penske Autosport          | 36      | +15.940         | 23       |        |
| 17   | 37  | Nick Cassidy           | Envision Virgin Racing           | 36      | +16.306         | 24       |        |
| 18   | 7   | Sérgio Sette Câmara    | Dragon/Penske Autosport          | 36      | +16.961         | 12       |        |
| 19   | 8   | Oliver Turvey          | NIO 333 Formula E Team           | 36      | +21.076         | 20       |        |
| 20   | 11  | Lucas di Grassi        | Audi Sport ABT Schaeffler        | 36      | +35.155         | 17       |        |
| Ret  | 13  | António Félix da Costa | DS Techeetah                     | 21      | Accidente       | 15       |        |
| Ret  | 27  | Jake Dennis            | BMW i Andretti Motorsport        | 2       | Accidente       | 9        |        |
| Ret  | 48  | Edoardo Mortara        | ROKIT Venturi Racing             | 0       | Accidente       | 3        |        |
| Ret  | 20  | Mitch Evans            | Jaguar Racing                    | 0       | Accidente       | 11       |        |

## Clasificaciones tras la ronda
| Pos. | Piloto          | Puntos | Cambios     |
| ---- | --------------- | ------ | ----------- |
| 1    | Nyck de Vries   | 99     | Sin cambios |
| 2    | Edoardo Mortara | 92     | Crecimiento |
| 3    | Jake Dennis     | 91     | Crecimiento |
| 4    | Mitch Evans     | 90     | Crecimiento |
| 5    | Lucas di Grassi | 87     | Crecimiento |

| Pos. | Equipo                             | Puntos | Cambios       |
| ---- | ---------------------------------- | ------ | ------------- |
| 1    | Mercedes-EQ Formula E Team         | 181    | Crecimiento   |
| 2    | Jaguar Racing                      | 177    | Crecimiento   |
| 3    | DS Techeetah                       | 166    | Crecimiento   |
| 4    | Audi ABT Schaeffler Formula E Team | 165    | Crecimiento   |
| 5    | Envision Virgin Racing             | 165    | Decrecimiento |